# Bernd Lorenz (Fußballspieler)
Bernd Lorenz (* 24. Dezember 1947 in Hamburg; † 6. April 2005) war ein deutscher Fußballspieler, der als Stürmer von Eintracht Frankfurt im Jahre 1975 den DFB-Pokal gewann.

## Laufbahn

### Amateur
Am 12. April 1967 debütierte der 19-jährige Angreifer des TSV DUWO 08 im Sturm der deutschen Fußballnationalmannschaft der Amateure beim Länderspiel in Gladbeck gegen Holland. In den zwei Olympia-Qualifikationsspielen gegen Großbritannien im Oktober/November 1967 kam er nicht zum Einsatz. Bei der Asienreise der Amateurnationalmannschaft Ende 1967/Anfang 1968 gehörte er dem DFB-Kader an und bestritt zwei Länderspiele gegen Malaysia und Philippinen. Sein sechstes Länderspiel für die DFB-Amateure bestritt Lorenz am 20. März 1968 in Grieskirchen gegen Österreich.
Mit Duwo 08 stieg das Talent 1968 in das Amateuroberhaus von Hamburg auf. In der Saison 1968/69 belegte er mit Duwo den zehnten Rang in der Landesliga Hamburg und stand mit der Verbandsauswahl der Hansestadt im Finale des Amateurländerpokals gegen Nordbaden. Der Bundesligist Werder Bremen verpflichtete zur Runde 1969/70 den Amateurnationalspieler Bernd Lorenz aus dem Stadtteil Wohldorf-Ohlstedt im Norden Hamburgs.

### Fußball-Bundesliga und Österreich, 1969 bis 1976
Der Neuzugang aus dem Hamburger Amateurfußball bildete zumeist in der Runde 1969/70 gemeinsam mit Werner Görts den Angriff des SV Werder. Da es sportlich nicht so gut für die Bremer lief, ersetzte Hans Tilkowski ab dem 17. März 1970 Trainer Fritz Rebell. Am Rundenende platzierte sich Werder auf Rang elf und Bernd Lorenz hatte 25 Spiele mit fünf Toren bestritten. In seiner zweiten Runde an der Weser hatte es Lorenz mit Trainer Robert Gebhardt zu tun. Wiederum absolvierte er 26 Spiele mit fünf Toren und Werder kam auf den zehnten Rang. Das war den Bremern zu wenig und sie investierten in die nächste Runde mit den Neuzugängen Peter Dietrich, Herbert Laumen (Borussia Mönchengladbach), Willi Neuberger, Werner Weist (Borussia Dortmund), Jürgen Weber (Hertha BSC) und Carsten Baumann vom VfL Osnabrück spektakulär. Bernd Lorenz wechselte nach Österreich zum SK Rapid Wien; aber auch Bjørnmose, Coordes und Meyer suchten sich neue Vereine.
Mit den „Grün-Weißen“ von Rapid belegte Lorenz in der Saison 1971/72 den fünften Rang in der Fußball-Bundesliga und nahm am UEFA-Cup durch die Spiele gegen Dinamo Zagreb und Juventus Turin teil. Als Hans Krankl ab 1972 bei Rapid sein Sturmpartner geworden war, reichte es zur Vizemeisterschaft und dem Gewinn des ÖFB-Pokals. Im dritten Jahr erreichte der Ex-Hamburger mit Rapid den dritten Platz und den erneuten Einzug in das Cupendspiel. In den Runden 1972/73 und 1973/74 nahm er mit Rapid jeweils am Europapokal der Pokalsieger teil. Nach dem überraschenden 0:0 im Mailänder San Siro-Stadion am 24. Oktober 1973 gegen den heimischen AC verlor Rapid im Wettbewerb 1973/74 das Rückspiel am 7. November 1973 mit 0:2. Von 1971 bis 1974 absolvierte Bernd Lorenz für Rapid Wien 76 Bundesligaspiele und erzielte dabei 27 Tore. Zur Runde 1974/75 unterschrieb er einen Vertrag bei Eintracht Frankfurt und kehrte damit wieder in die deutsche Bundesliga zurück.
Mit der Mannschaft von Trainer Dietrich Weise um die zwei Weltmeister Jürgen Grabowski und Bernd Hölzenbein erreichte „Jason“ Lorenz in der Saison 1974/75 den dritten Rang und gewann am 21. Juni 1975 in Hannover das DFB-Pokalendspiel gegen den MSV Duisburg mit 1:0. In der zweiten Saison kam er auch in Frankfurt im Europapokal der Pokalsieger bei Spielen gegen den FC Coleraine, Atletico Madrid und im Halbfinalrückspiel am 14. April 1976 bei West Ham United mit deren Nationalspielern Trevor Brooking und Frank Lampard senior, zum Einsatz. Insgesamt kam er in zwei Runden bei der Eintracht zu 30 Bundesligaeinsätzen mit 13 Toren, acht Einsätzen im DFB-Pokal (3 Tore) und fünf Spielen im Europapokal mit einem Tor.

### Ausklang
Nach der Runde 1976/77 bei den Young Boys Bern (zwölf Tore) bestritt Bernd Lorenz in der 2. Bundesliga Süd beim FC Augsburg in der Saison 1977/78 nochmals 13 Spiele mit drei Toren, ehe er noch einmal nach Österreich zurückkehrte und jeweils eine Saison bei der Vienna (26 Spiele, zwölf Tore) und Admira/Wacker (7 Spiele, 2 Tore) absolvierte. Danach endete seine Karriere im Profifußball.